# Primatologie

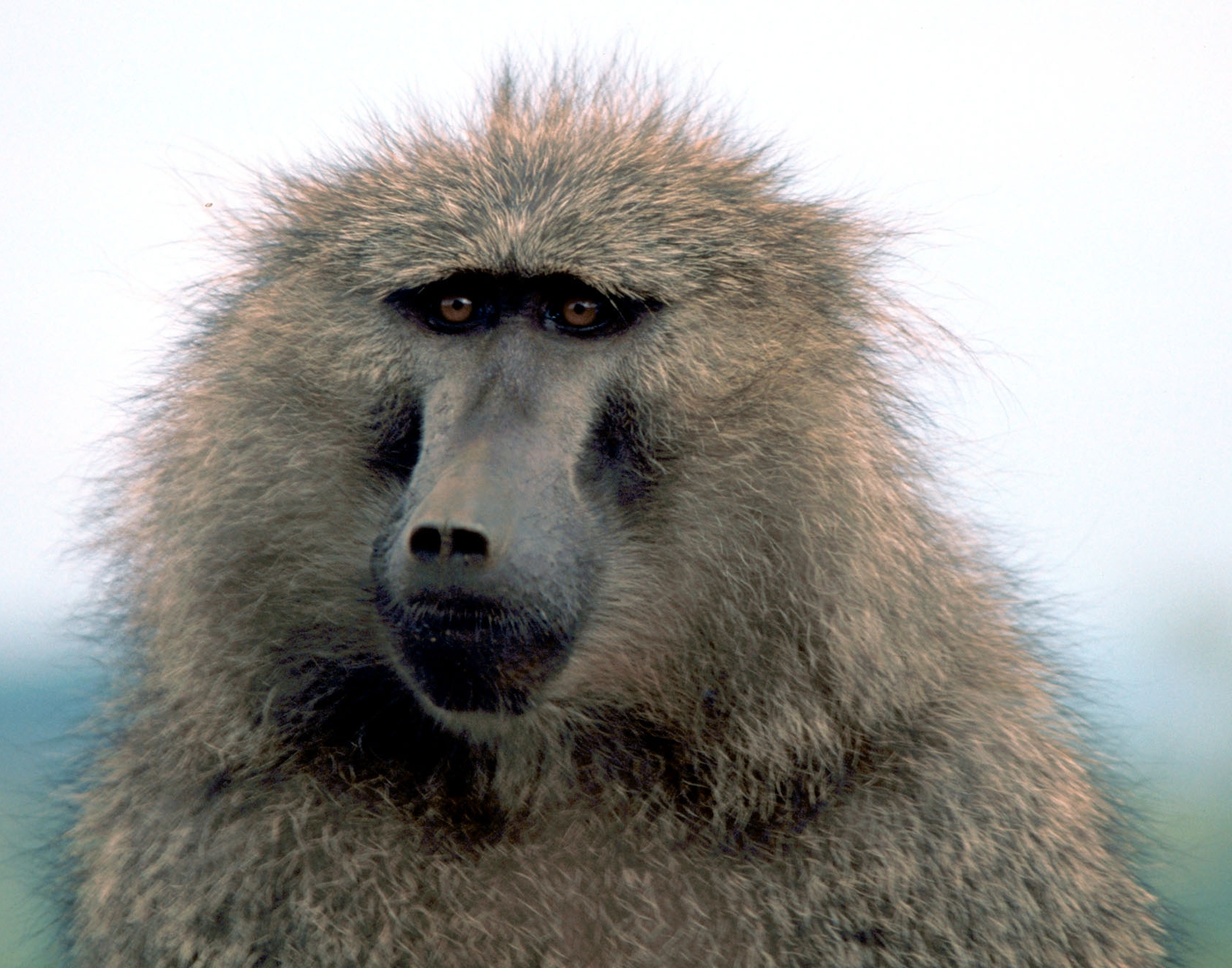
Baboon

Primatologia este un subdomeniu al zoologiei, care se ocupă cu studiul maimuțelor superioare, primatele.
Primatologia este o disciplină academică aflată la hotartul dintre mamiferologie și antropologie, iar cercetătorii acestui domeniu pot fi găsiți în departamentele academice de anatomie, antropologie, biologie, medicină, psihologie, științe veterinare și zoologie, precum și în zone ocrotite ale unor biomuri specifice, sanctuare pentru animale, în laboratoare de cercetare științifică, muzee și  grădini zoologice.
Primatologii studiază atât primatele actual existente cât și cele extincte, în mediul lor natural, dar și în laboratoare, prin studii și experimente menite să conducă la înțelegerea evoluției și comportamentului lor.

## Subdiscipline
Ca un domeniu foarte particular al științei, primatologia are multiple subdiscipline, care pot varia, uneori foarte mult, în metodelor de studiere, atât teoretice cât și practice ale studiului primatelor actuale, dar și ale predecesorilor lor extincți.
Există două centre majore de primatologie, primatologia vestică și primatologia japoneză. Aceste două discipline au propriile lor filozofii și fundaluri deși, în esență, ambele împărtășesc aceleași principii de bază. Ca atare, cele două școli de primatologie au propriile lor direcții pe care se concentrează, precum și metode specifice.

### Primatologi notabili
- Jeanne Altmann[3]
- Sarah Blaffer Hardy
- Christophe Boesch
- Geoffrey Bourne
- Josep Call
- C. R. Carpenter
- Colin Chapman[4]
- Frans de Waal
- Thomas Defler
- Alejandro Estrada
- Linda Fedigan
- Dian Fossey
- Agustin Fuentes
- Birutė Galdikas
- Paul Garber
- Michael P. Ghiglieri
- Jane Goodall
- Colin Groves
- Harry Harlow
- Philip Hershkovitz
- Kinji Imanishi
- Junichiro Itani
- Alison Jolly
- Nadezhda Ladygina-Kohts
- Louis Leakey
- Masao Kawai
- Robert D. Martin[5]
- Tetsuro Matsuzawa
- Emil Wolfgang Menzel, Jr.
- Satsue Mito
- Russell Mittermeier
- John R. Napier
- Toshisada Nishida
- Carlos A. Peres[6]
- Matthew Richardson
- Anne E. Russon
- Jordi Sabater Pi
- Robert Sapolsky
- Carel van Schaik
- George Schaller
- Meredith Small
- Barbara Smuts
- Craig Stanford
- Robert W. Sussman
- Michael Tomasello
- Omar Wasow
- Sherwood Washburn
- David P. Watts
- Richard Wrangham